# Spencer Chandra Herbert
Spencer Chandra Herbert là một chính khách người Canada phục vụ trong Hội đồng lập pháp của British Columbia ở Canada. Đại diện cho Đảng Dân chủ mới của British Columbia (BC NDP), ông đã giành chiến thắng trong cuộc bầu cử tháng 10 năm 2008 tại khu vực bầu cử của Vancouver-Burrard. Ông đã được bầu lại vào cơ quan lập pháp, lần này trong cuộc đua mới được tạo ra của Vancouver-West End, trong cuộc tổng tuyển cử năm 2009, 2013 và 2017.
BC NDP của Chandra Herbert đã thành lập Phe đối lập chính thức ở cả hai nghị viện 38 và 39 và 40 của British Columbia, và ông được chỉ định làm nhà phê bình của đảng về du lịch, nghệ thuật và văn hóa và sau đó là nhà phê bình về môi trường. Ông đã giới thiệu một số dự luật của các thành viên tư nhân không được thông qua, nhưng một số biện pháp đã được chính phủ áp dụng một phần hoặc hoàn toàn sau đó. Các ví dụ bao gồm các điều khoản bao gồm bản dạng giới hoặc biểu hiện giới trong các căn cứ phân biệt đối xử được bảo vệ trong Bộ luật Nhân quyền của British Columbia và các biện pháp để giải quyết việc bán lại vé với giá cao hơn quảng cáo. Ông cũng tài trợ cho Đạo luật bảo vệ người thuê nhà dài hạn và Đạo luật sửa đổi thuê nhà toàn diện hơn của mình, nhằm giải quyết các vụ trục xuất và tăng tiền thuê nhà cao xảy ra ở khu phố West End của Vancouver.
Trước khi trở thành MLA, ông đã được bầu vào Hội đồng quản trị Công viên Vancouver. Ông từng là ủy viên Hội đồng quản trị Công viên từ năm 2005 đến 2008 với tư cách là thành viên của đảng Liên minh Bầu cử Tiến bộ thành phố.  Khi ở trong Hội đồng quản trị Công viên, ông đã bỏ phiếu chống lại yêu cầu trưng cầu dân ý về việc mở rộng Thủy cung Vancouver nhưng sau đó đã bỏ phiếu ủng hộ việc mở rộng. Ông ủng hộ dịch vụ xe đạp tại các sự kiện công cộng lớn, điều tra các phương tiện xử lý chất thải động vật thân thiện với môi trường và thực hiện chính sách zero-net-loss-of-greenspace.
Chandra Herbert là người đồng tính công khai và kết hôn với người bạn đời của mình, Romi Chandra, vào tháng 3 năm 2010. Sau đó, ông đã đổi tên hợp pháp thành Spencer Chandra Herbert. Cả hai người đàn ông đã được tích cực hỗ trợ trong cộng đồng LGBT. Ở cấp tỉnh, Chandra Herbert đã ủng hộ một nhân viên dịch vụ nạn nhân cộng đồng ở Davie Village, một đường dây điện thoại chuyên dụng để mọi người gọi để báo cáo các sự cố liên quan đến tấn công đồng tính hoặc tấn công bằng lời nói và thể xác, và cho các hội đồng trường bao gồm các vấn đề về LGBT, đặc biệt là trong các bài học chống bắt nạt.